# Diagramme enthalpique

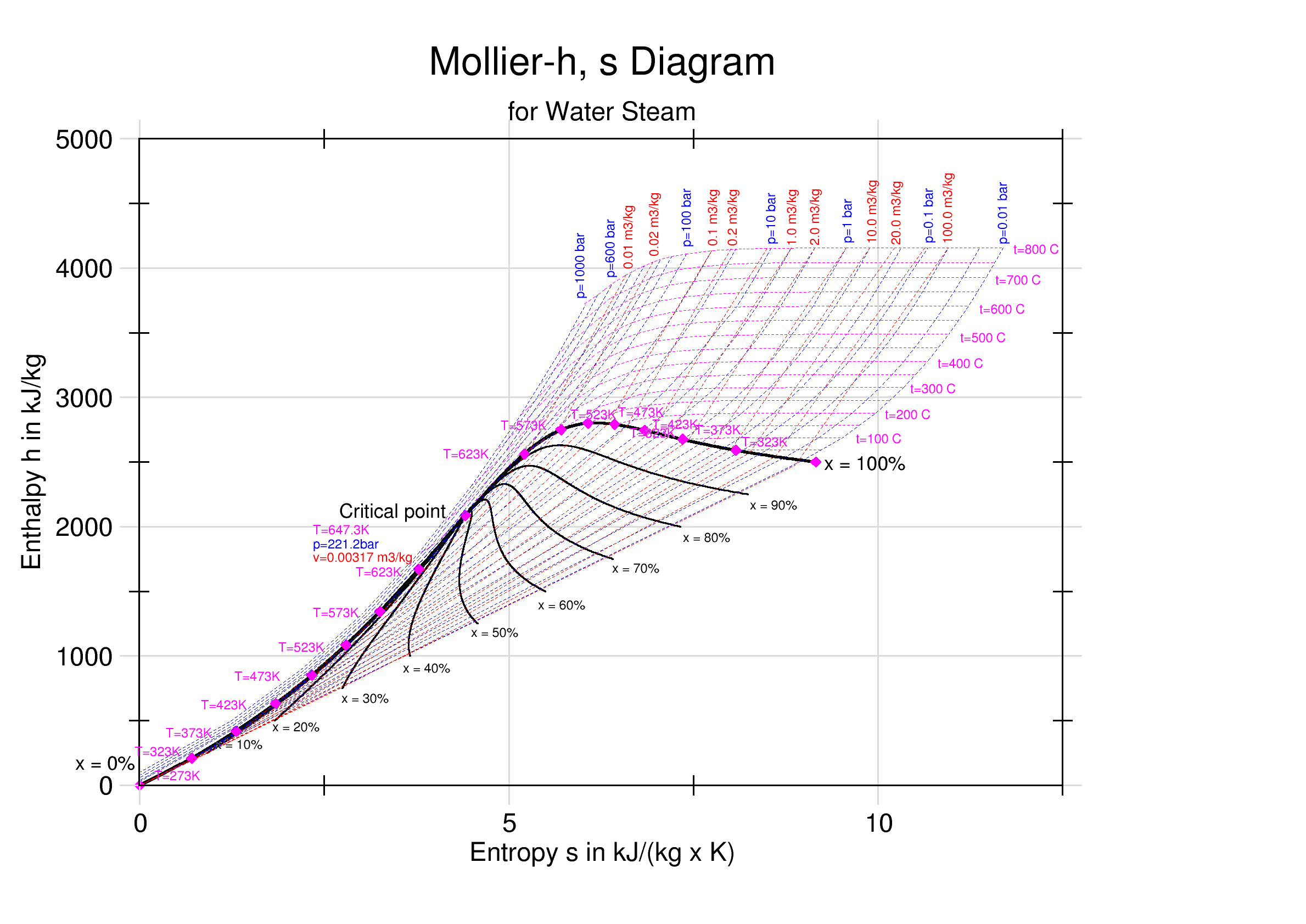
Diagramme de Mollier entropie-enthalpie de l'eau/vapeur.

Un diagramme de Mollier (ou diagramme enthalpique) est un diagramme thermodynamique relatif aux fluides, à leur changement d'état (liquide/vapeur) et à leurs pressions/températures d'utilisation.
- L'abscisse correspond à la valeur entropique du point, en kJ/(kg⋅K).
- L'ordonnée à son enthalpie, en kJ/kg.

Il doit son nom au physicien et ingénieur allemand Richard Mollier (1863-1935) qui l'a proposé en 1904,.

## Utilisation
Il peut servir à déterminer la quantité de chaleur produite ou consommée par une variation de température et/ou d'état d'un fluide. Cette approche consiste à placer différents points qui correspondent à une pression et à une température définies à l'avance. En somme, il s'agit de faire figurer l'état initial et l'état final d'un fluide, puis de se reporter à l'ordonnée du diagramme pour déterminer les enthalpies respectives de chacun des points.
Nous pouvons également lire directement une variation {\displaystyle \Delta H} sans avoir à recourir à un surfaçage.
Dans le domaine liquide + gaz, nous remarquons que les lignes isothermes se confondent avec les isobares.
Aussi, le point critique (critical point) est le point d'inflexion de la courbe délimitant la cloche de vapeur saturée sèche.
Ces diagrammes sont souvent utilisés en thermodynamique et dans le monde de l'industrie.

## Machines frigorifiques

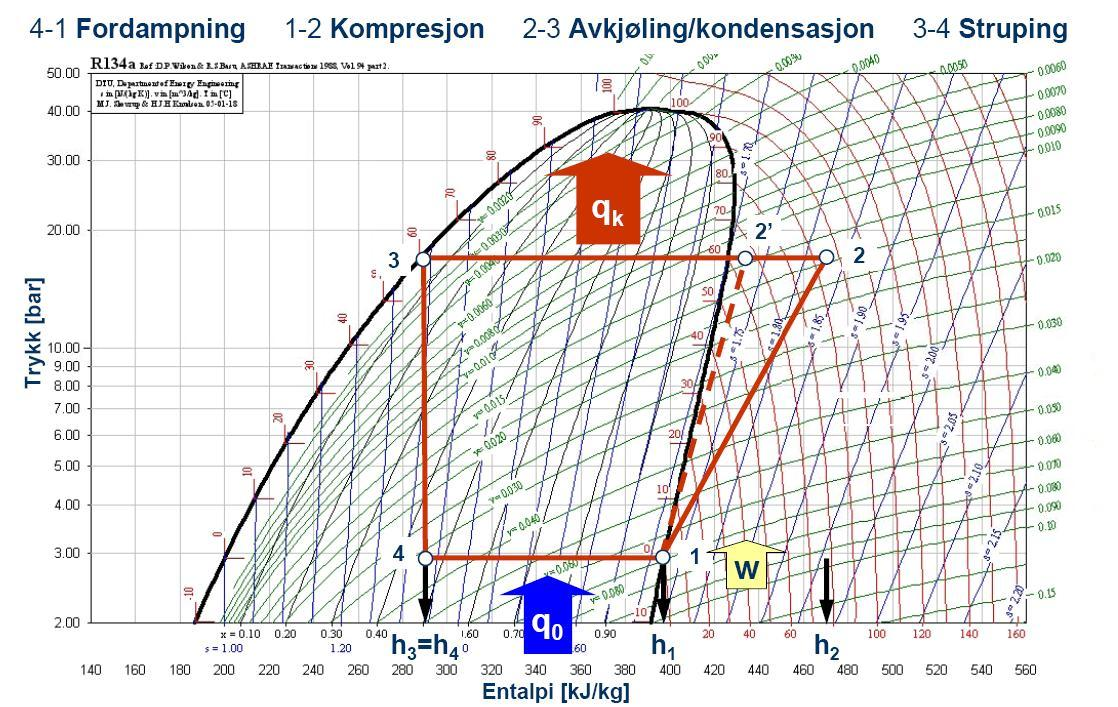
Cycle d'un fluide R134a dans un réfrigérateur à compression de vapeur.

Les frigoristes utilisent des diagrammes enthalpiques pour y tracer le cycle parcouru par le fluide frigorigène dans une machine. Ces diagrammes présentent l'enthalpie en abscisse et en ordonnée la pression dans une échelle logarithmique.